# Malpica de Bergantiños
Malpica de Bergantiños ist eine Gemeinde in der galicischen Provinz A Coruña im Nordwesten Spaniens. Der Ort liegt an der nordwestspanischen Atlantikküste etwa 50 km westlich der Provinzhauptstadt A Coruña. Er markiert das nordöstliche Ende der Costa da Morte, einem von dort bis zum Kap Finisterre reichenden Küstenabschnitt. Malpica verfügt über einen Fischereihafen.

## Bevölkerungsentwicklung der Gemeinde
Legende: Malpica___Malpica de Bergantiños

Quelle: INE-Archiv – grafische Aufarbeitung für Wikipedia

## Gemeindegliederung
Die Gemeinde Malpica de Bergantiños ist in acht Parroquias gegliedert:
| Parroquias             | Patrozinium  | Einwohner 2024 | Fläche km² | Dichte Einw./km² | Höhe msnm | Ortskennzahl |
| ---------------------- | ------------ | -------------- | ---------- | ---------------- | --------- | ------------ |
| Barizo                 | San Pedro    | 293            | 5,81       | 50               | 103       | 15043010000  |
| Buño                   | Santo Estevo | 478            | 2,87       | 167              | 157       | 15043020000  |
| Cambre                 | San Martiño  | 227            | 7,82       | 29               | 163       | 15043030000  |
| Cerqueda               | San Cristovo | 523            | 15,12      | 35               | 89        | 15043040000  |
| Leiloio                | Santa María  | 527            | 7,20       | 73               | 129       | 15043050000  |
| Malpica de Bergantiños | San Xulián   | 2.513          | 8,19       | 307              | 17        | 15043060000  |
| Mens                   | Santiago     | 308            | 7,10       | 43               | 66        | 15043070000  |
| Vilanova de Santiso    | San Tirso    | 372            | 7,08       | 53               | 49        | 15043080000  |

## Wirtschaft
| Ackerbau, Viehzucht und Fischerei                                                  | 0218  | 011,53 |
| Industrie                                                                          | 0325  | 017,20 |
| Bauwirtschaft                                                                      | 0283  | 014,97 |
| Dienstleistungsbetriebe                                                            | 1.064 | 056,30 |
| Total                                                                              | 1.890 | 100,00 |
| * Daten aus dem Statistischen Amt für Wirtschaftliche Entwicklung in Galicien, IGE |       |        |

## Geschichte
Die erste urkundliche Erwähnung datiert aus dem 13. Jahrhundert; Malpica wird dort als Besitz des Erzbistums Santiago de Compostela bezeichnet. Im 15. Jahrhundert entriss Sancho de Ulloa, Graf von Monterrei, dem Bistum den Ort und verleibte ihn den eigenen Besitztümern ein.
Im 17. Jahrhundert beschreibt Kardinal Hoyo den Fischfang am Ort, an dem sich auch zugewanderte Fischer aus dem Baskenland und aus Kantabrien beteiligte. Die Fischer mussten Anteile an ihrem Fang als Abgabe beim Bischofsstuhl abliefern. In den Dachbalken alter Mühlen und Fischerhäuser aus jener Zeit finden sich häufig Holzschnitzereien, die Fische darstellen.
Malpica war bis Ende des 19. Jahrhunderts Zentrum des galicischen Walfangs. Im 17. Jahrhundert wurden, dem Chronisten Jerónimo del Hoyo zufolge, dort die meisten Wale angelandet. Aufgrund seiner Bedeutung war es bis 1895 Sitz der Seefahrtsbehörde Axudantía de Mariña. Später wurde deren Sitz nach Ponteceso und noch später nach Corme verlegt. Mit dem Niedergang des Walfangs verlegte man sich auf die gefährliche Küstenfischerei mit kleinen Kuttern unter Segeln. Mit dem Aufkommen von Fischkonservenfabriken blühte die Fischerei auf. Wenn die örtlichen Fanggründe keinen Ertrag lieferten, fischte man in der Ría von Muros.

## Hafen
Heutzutage ist Malpica Heimathafen einer großen Zahl von Fischerbooten. Der Hafen bietet eine moderne Infrastruktur mit einer neuen Kühlhalle, einem großen Fischmarkt und einem Fluttor, hinter dem kleinere Schiffe Schutz finden.
In seiner jetzigen Form wurde der Hafen 1931 nach Entwürfen des Ingenieurs Emilio González López erbaut.

## Sehenswürdigkeiten und Ausflugsziele

### Historischer Ortskern

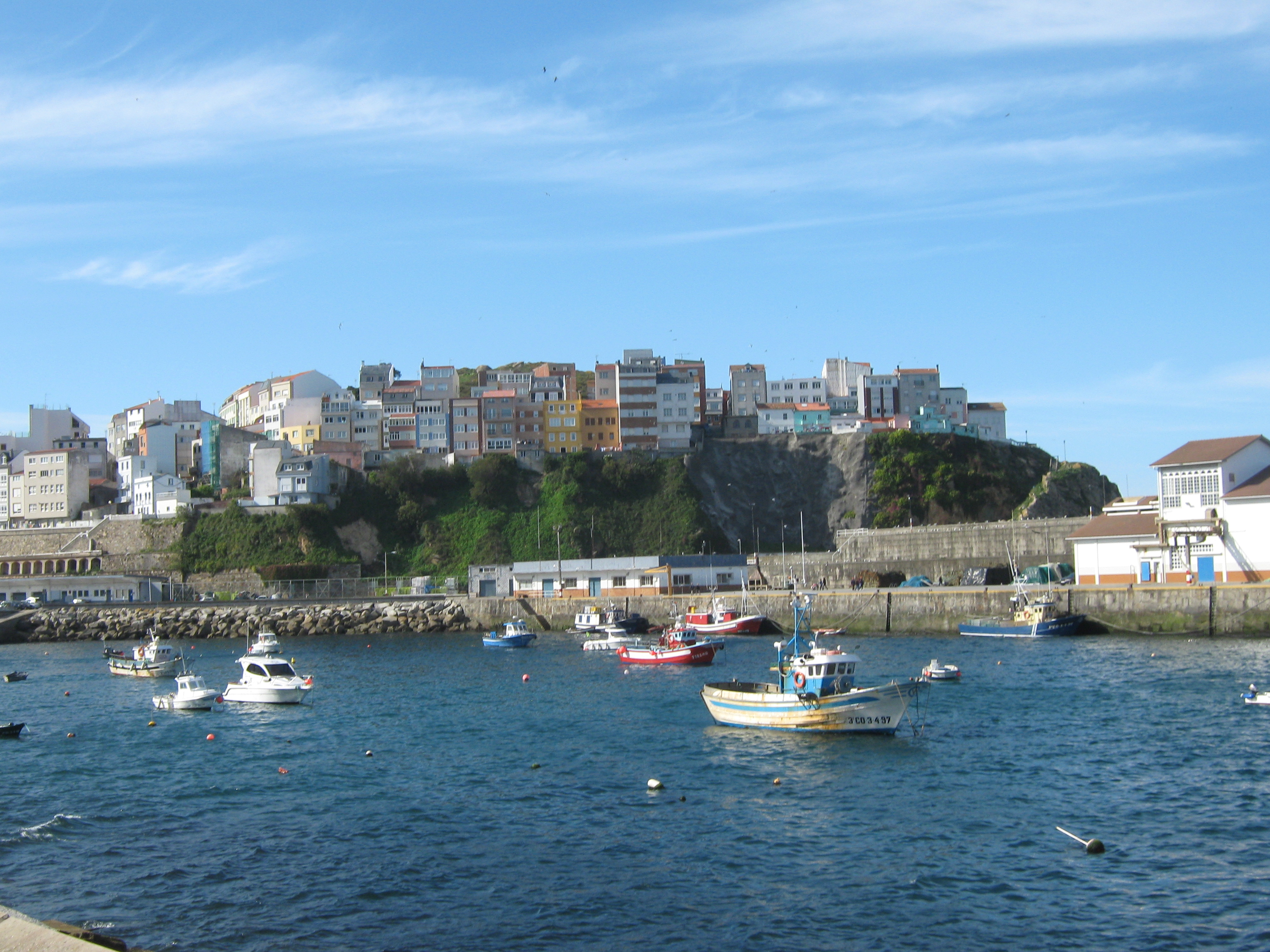
Der Ortskern vom Hafen aus gesehen

So wie Caión, Corme, Laxe, Camelle und Camariñas ist Malpica ein typischer Fischerort an der Costa da Morte. In den engen Gassen des Ortskerns sind nur noch vereinzelt einige alte Fischerhäuser inmitten der ansonsten wenig attraktiven, schachtelförmigen Stadtarchitektur erhalten geblieben. Sie sind nur einstöckig, um dem häufig kräftigen Wind besser standzuhalten, aus Mauerwerk, das an den Ecken und den Gebäudeöffnungen verstärkt ist. Die für Galicien typischen mehrstöcken Häuser mit geschlossenen Balkonen hinter einer verglasten Holzfassade findet man auch in Malpica. Sie gehörten meist wohlhabenden Bootsfahrerfamilien.
Auf der Praza do Cruzeiro steht ein Steinkreuz, das an allen vier Seiten mit Reliefskulpturen verziert ist. An dieser Stelle befand sich seit jeher ein Brunnen, aus dem sich die Bewohner der Stadt mit Wasser versorgen konnten.

### Cabo Santo Hadrián und Islas Sisargas
Die Islas Sisargas, nordwestlich der Stadt dem Cabo Santo Hadrián vorgelagert, sind ein Schutzgebiet für bedrohte Vogelarten wie die iberische Trottellumme. Besuchern sind sie nicht zugänglich, sondern nur vom Kap aus knapp 2 km Entfernung zu sehen.
Am östlichen Abhang des Kaps liegt die Pilgerkapelle Ermita do Santo Hadrián. Sie wurde Ende des 16. und Anfang des 17. Jahrhunderts bei einer Quelle erbaut.

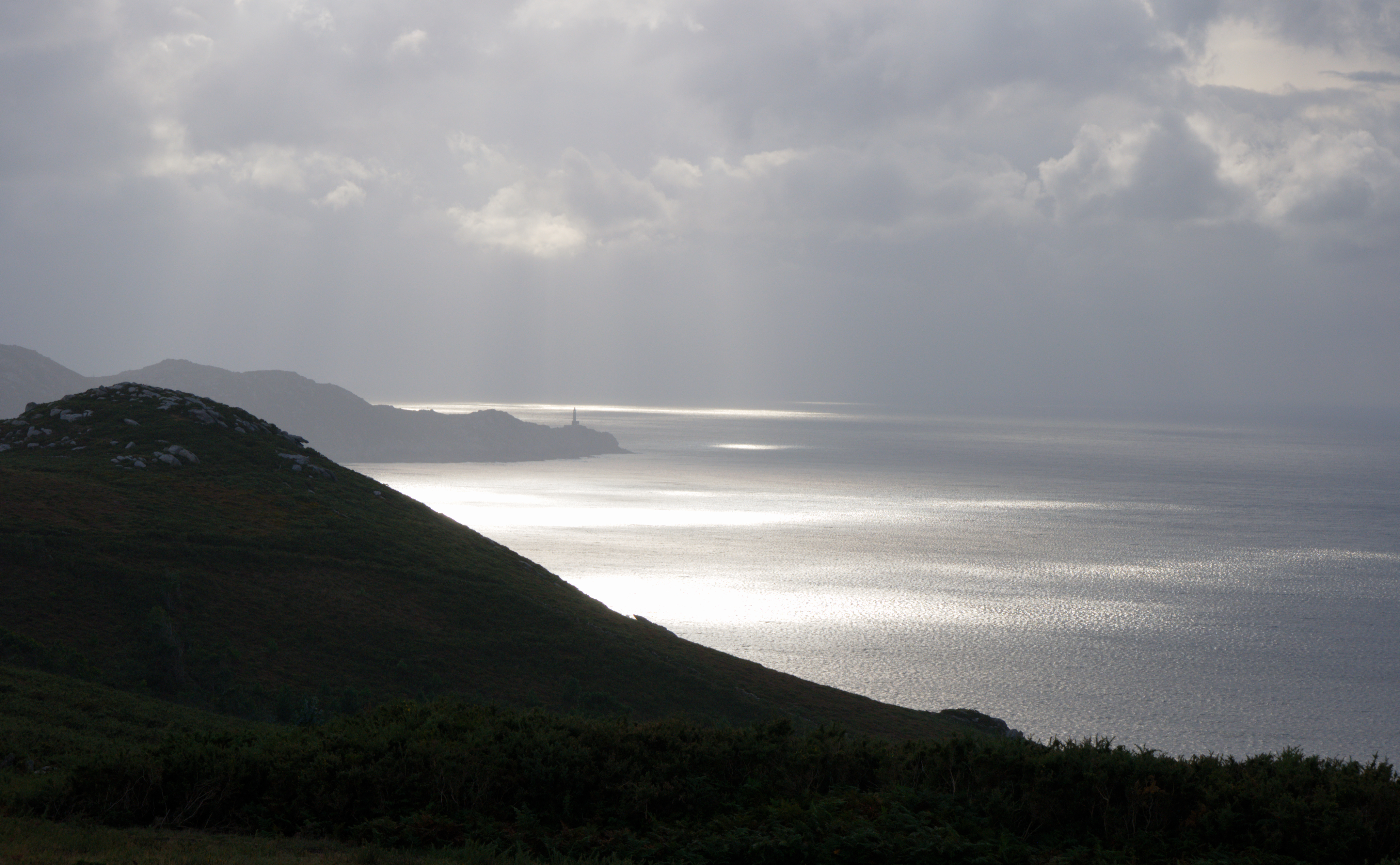
Sonnenuntergang am Cabo de Santo Hadrián
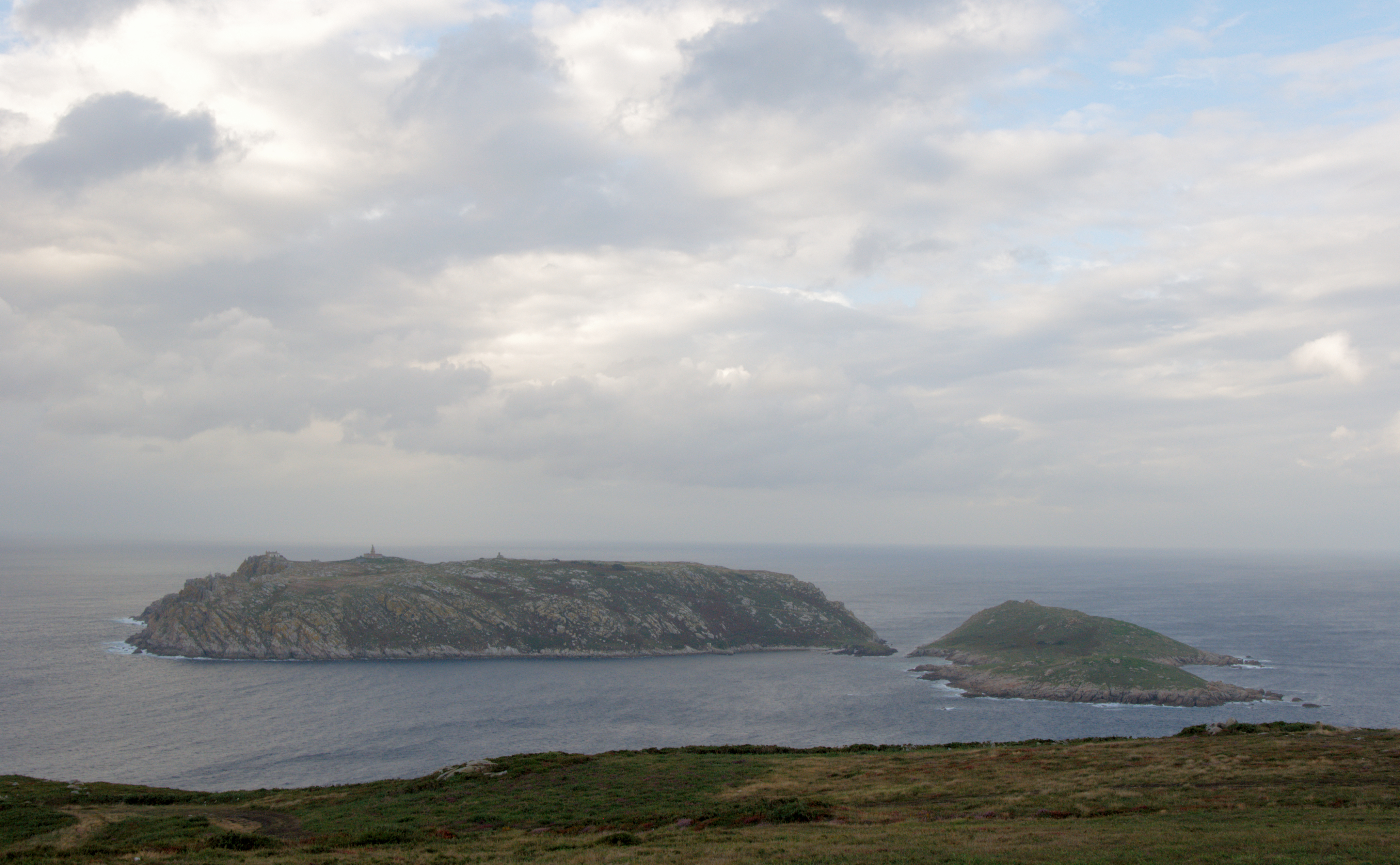
Islas Sisargas
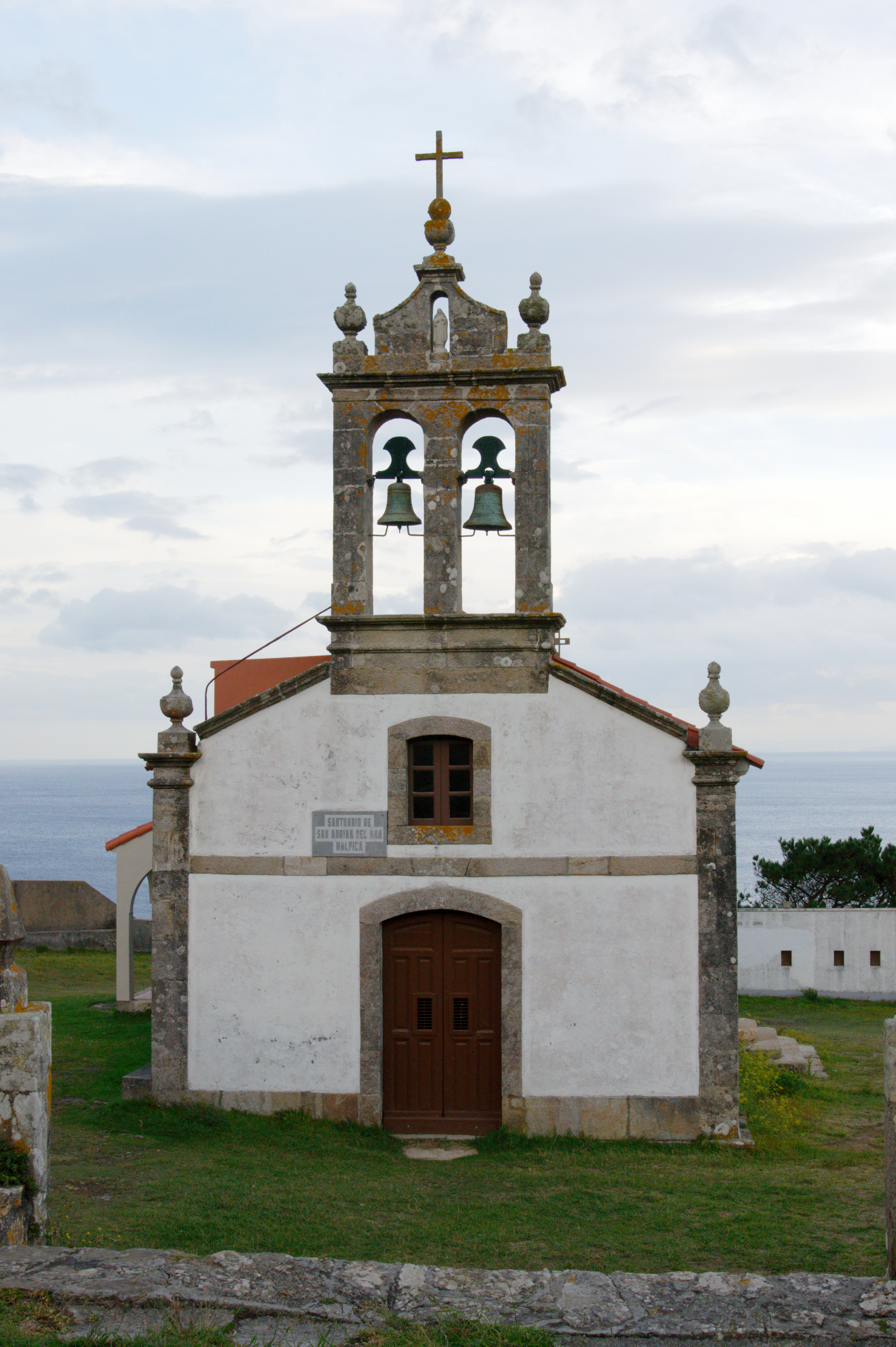
Ermita Santo Hadrián

### Vilanova de San Tirso
Die Parroquía Vilanova de San Tirso liegt am Waldrand zwei Kilometer südlich des Hafens.
Die barocke Pfarrkirche und ihr daneben stehendes Pfarrhaus wurde im 18. Jahrhundert erbaut. Die Portalfassade der Kirche wird von einem Kirchturm gekrönt, der durch zwei Rundbögen gebrochen ist. In ihnen hängen die Glocken. Das Altarretabel im Inneren stammt ebenfalls aus der Barockzeit.

### Mens
Die Parroquía Mens liegt 8 km westsüdwestlich von Malpica.
An der Verbindungsstraße DP-4307 östlich des kleinen Ortes stehen die Torres de Mens, die Türme von Mens. Der Adlige Lope Sánchez de Moscoso ließ sie als Verteidigungsbollwerk gegen kirchliche Truppen im 15. Jahrhundert erbauen. In ihnen wurde der Erzbischof von Santiago inhaftiert. Nur ein einziger Turm, die sogenannte Bergantiñana, sind noch erhalten. Die Anlage wurde ab 1998 wiederaufgebaut. Sie befindet sich im Privatbesitz und ist nur von außen zugänglich.
Im Wald rund einen Kilometer nordöstlich der Türme steht die Capela do Espírito Santo, die Kapelle zum heiligen Geist. Das einfache Kirchlein wurde Ende des 18. Jahrhunderts erbaut und 1994 restauriert. Im 19. Jahrhundert wurden die Gebeine des Heiligen Calixto aus Rom überführt und in der Kapelle beigesetzt.

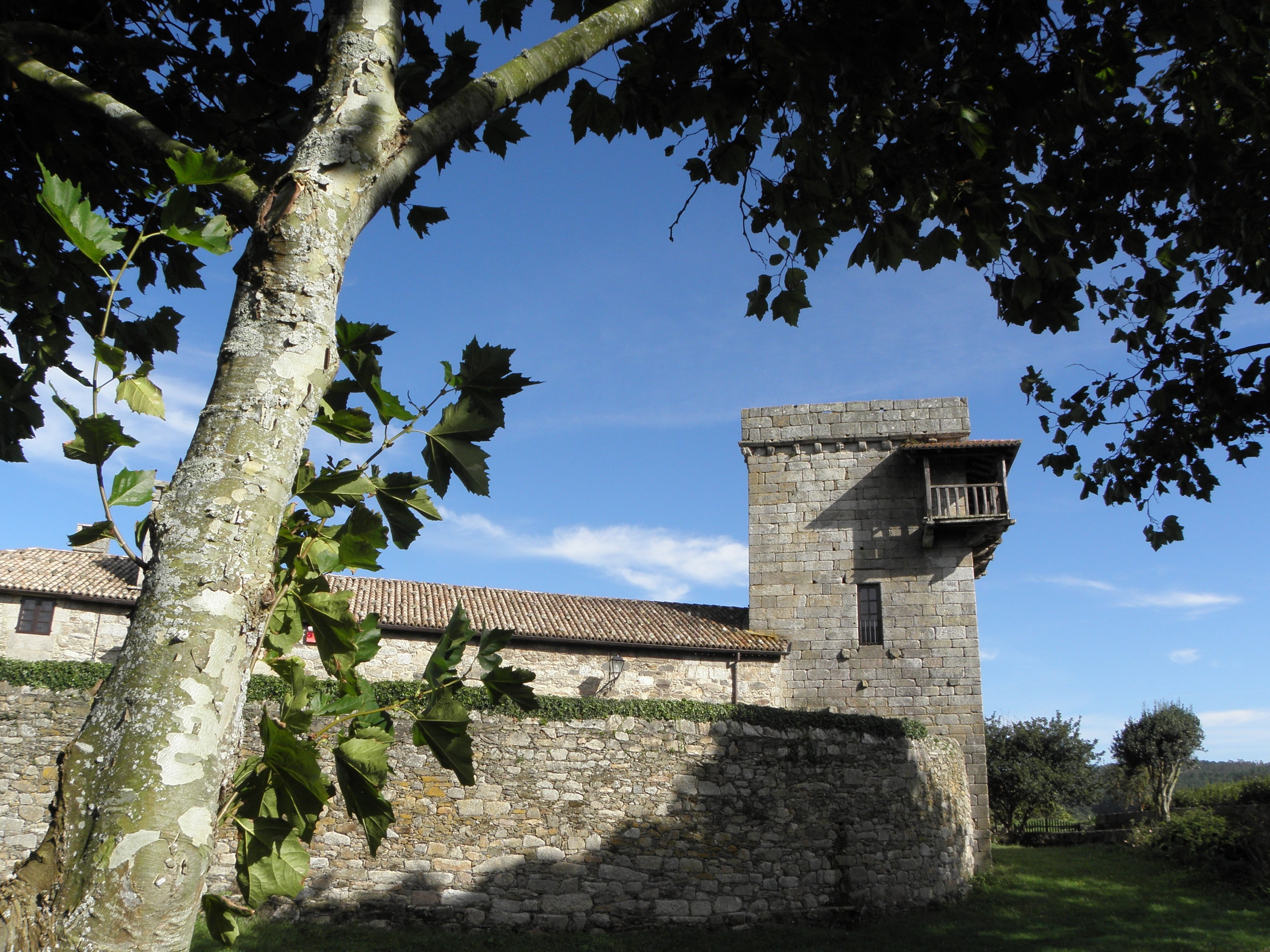
Torres de Mens
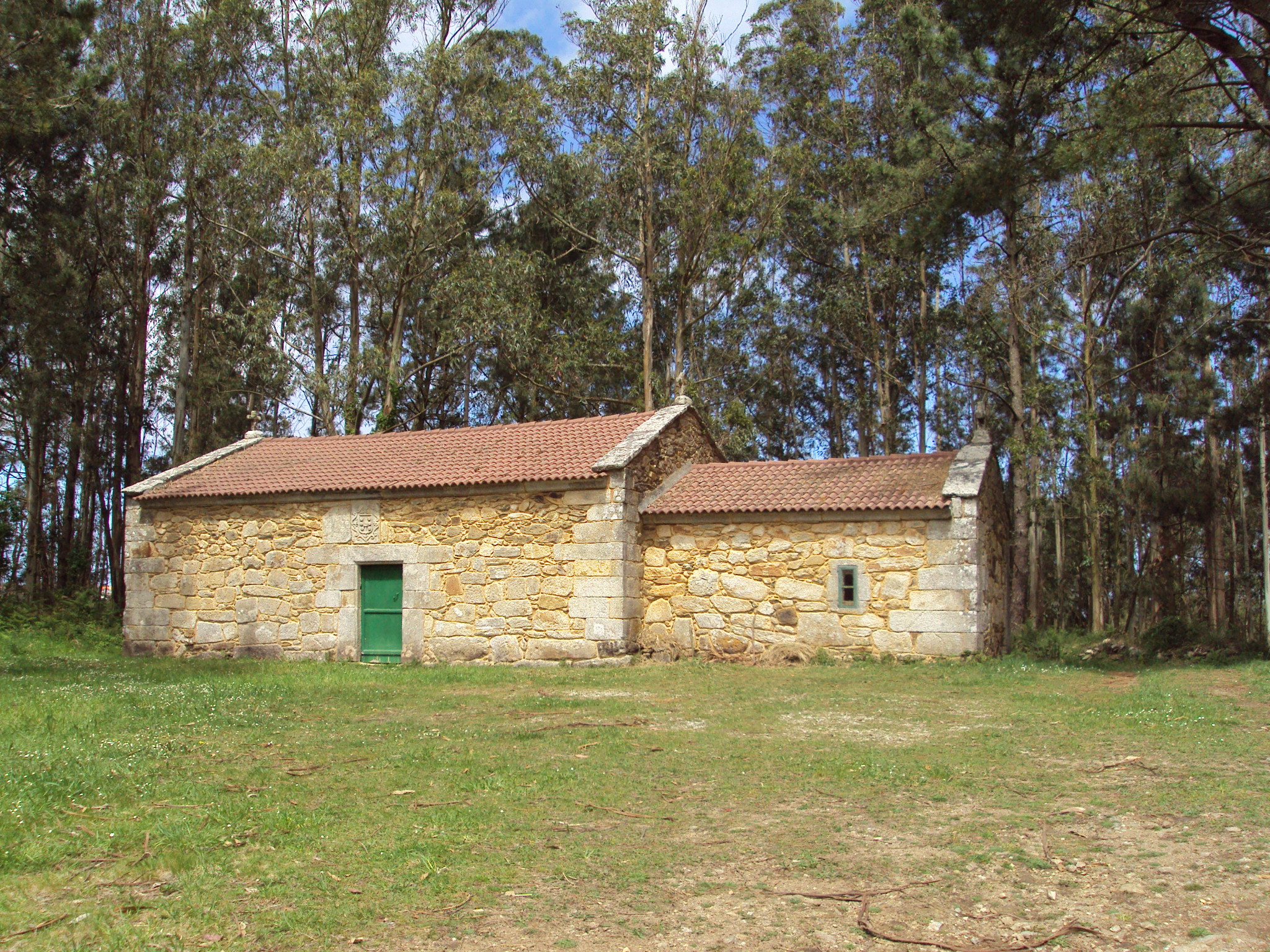
Capela do Espírito Santo

### Barizo
Die Parroquería Barizo 8 km westlich von Malpica verfügt über einen kleinen Hafen, einen feinsandigen flachen Badestrand und ein Strandrestaurant mit einem Michelin-Stern.

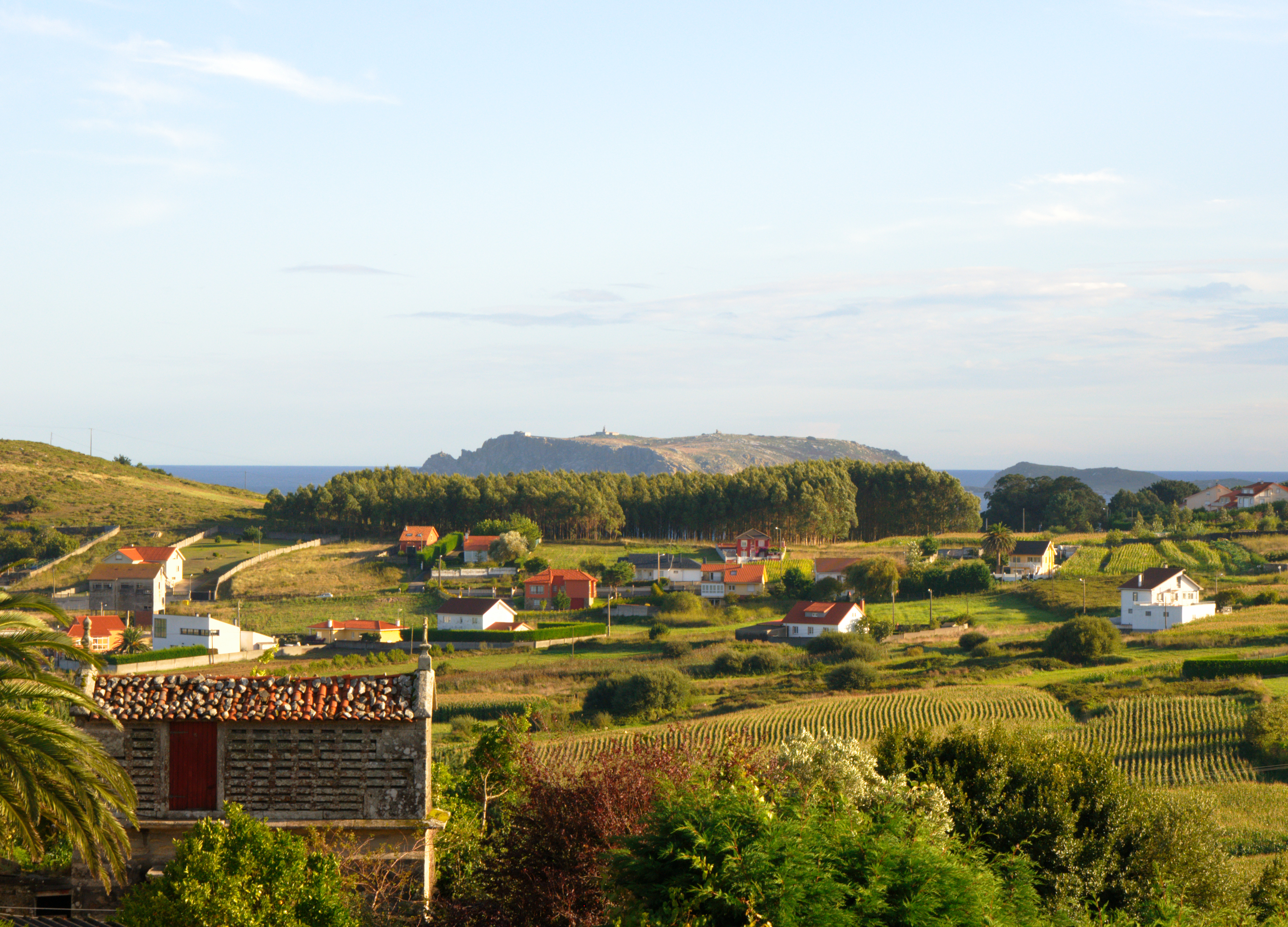
Barizo. Im Hintergrund die Islas Sisargas
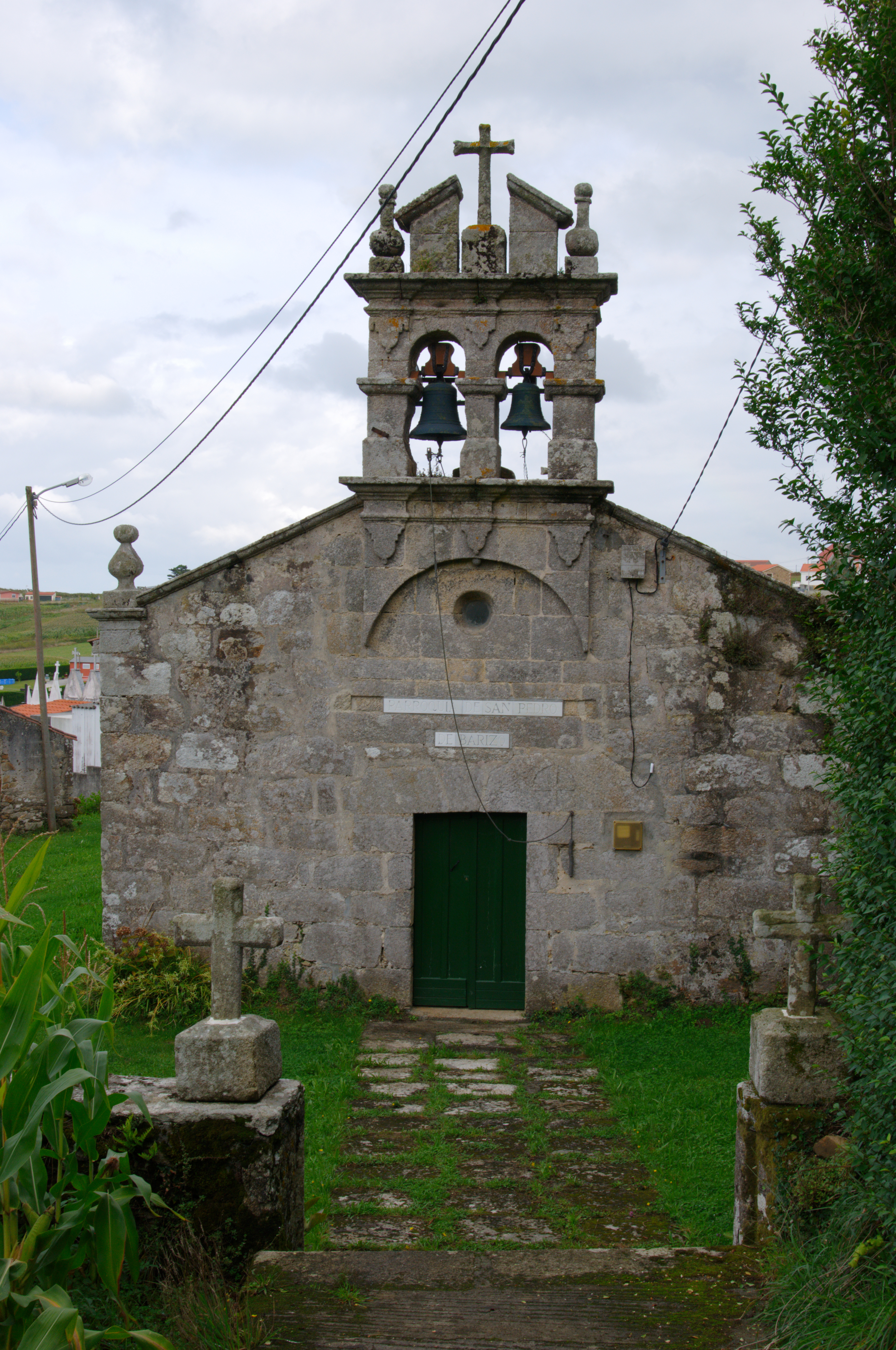
Pfarrkirche San Pedro
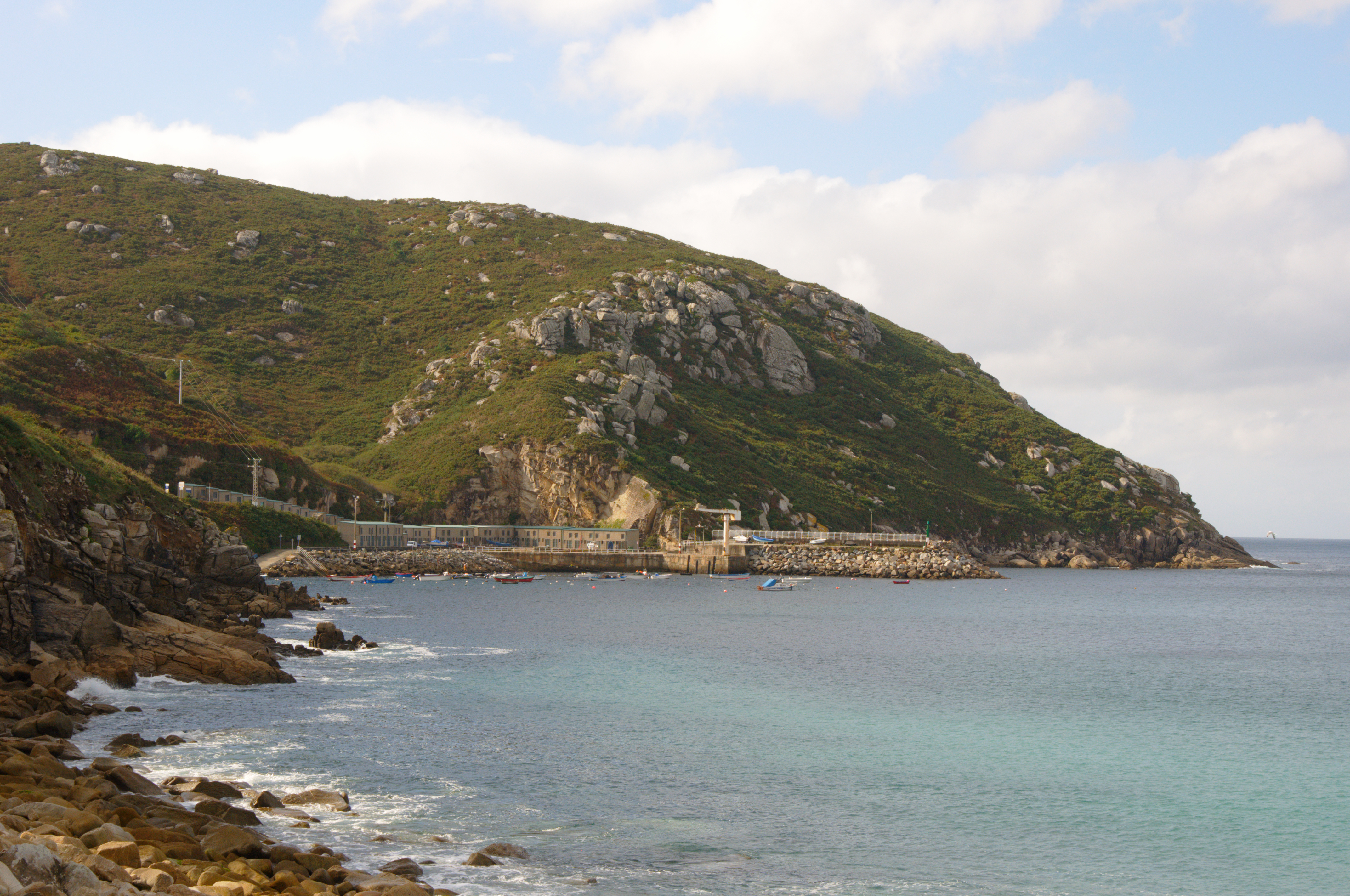
Hafen
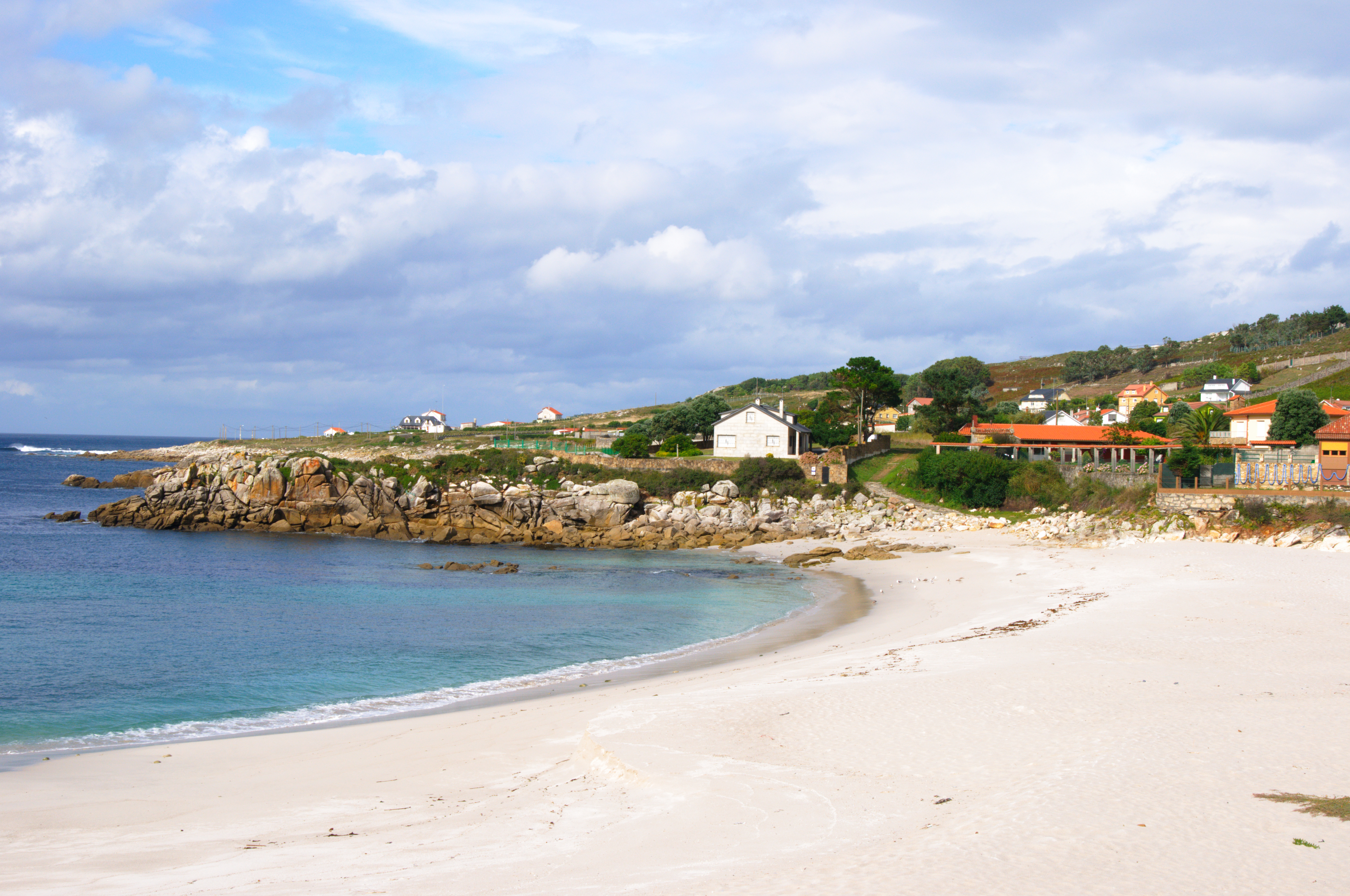
Strand

### Punta Nariga
Die Punta Nariga ist eine Landspitze ca. 5 km nordwestlich von Barizo. Man erreicht sie von Barizo oder von Mens aus über eine schmale, kurvenreiche Höhenstraße. Diese führt durch überwiegend lichten Wald und in den ausgesetzten Lagen durch felsige Heide.
Schlangen, Eidechsen, Krähen, Elstern, Turmfalken und Kleinwild wie Wachteln, Kaninchen und Schnepfen bevölkern die Halbinsel. Die Jagdgesellschaft von San Miro hat das Nutzungsrecht; sie hegt und jagt dort Kaninchen und Rebhühner.
Der Name Nariga leitet sich aus dem lateinischen Narica, Nase. ab. Der 39 m hohe Leuchtturm wurde 1995 von César Portela entworfen und ging 1997 in Betrieb. Sein Licht hat eine Reichweite von rund 22 Seemeilen oder 41 km. Eine Skulptur Atlante des Künstlers Manolo Coia schmückt die seeseitige Spitze der Aussichtsterrasse am Fuße des Leuchtturms.

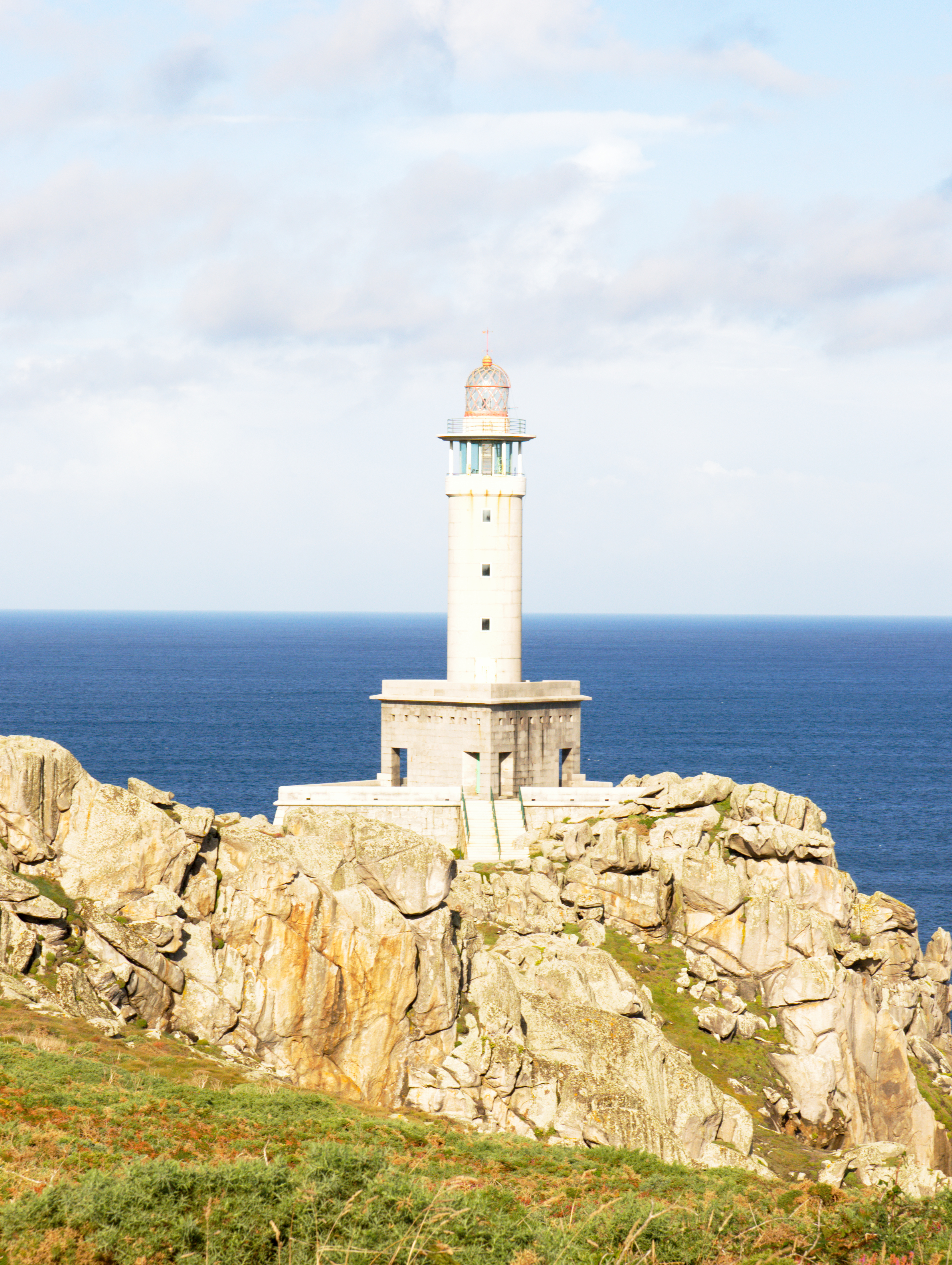
Punta Nariga
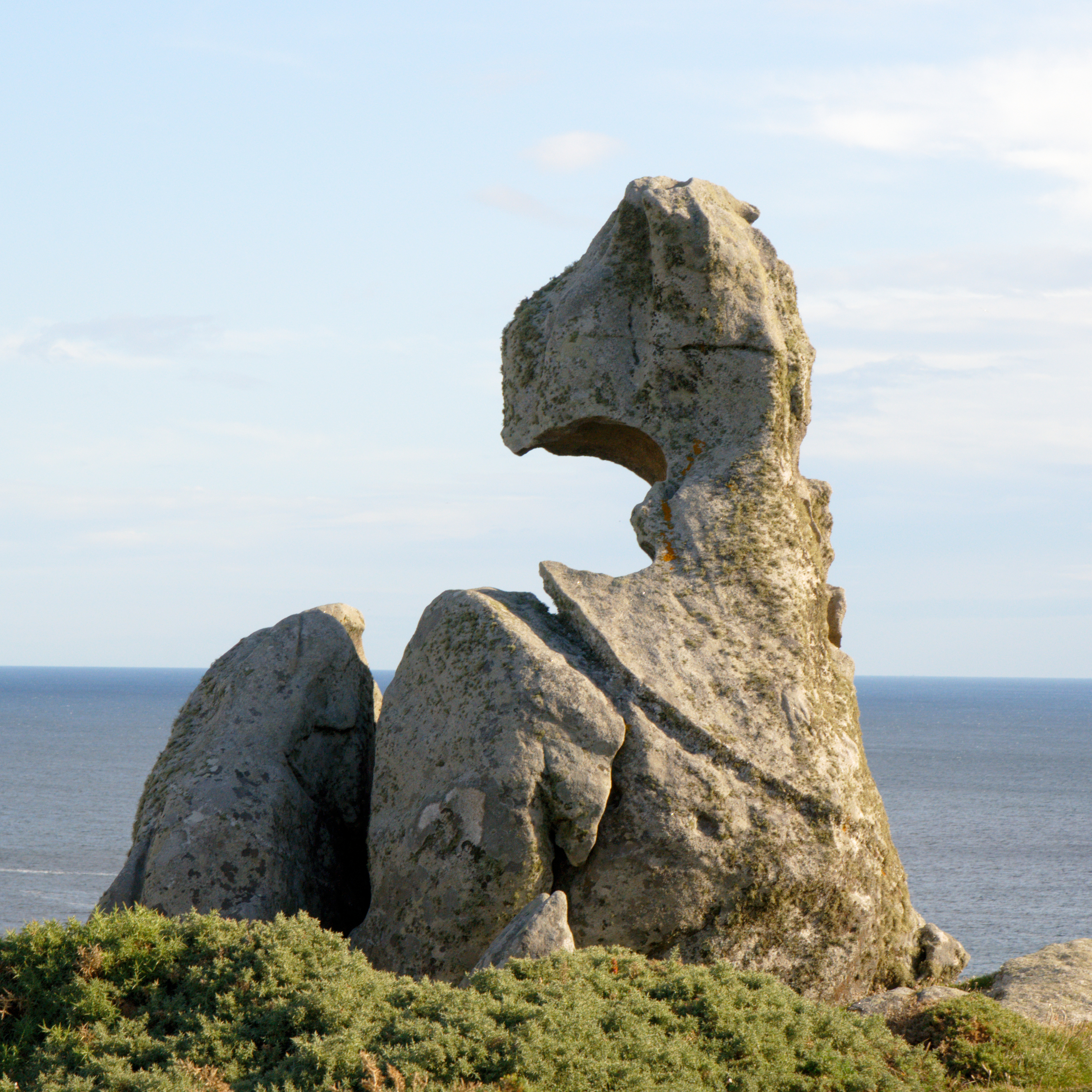
Felsformation an der Punta Nariga, ca. 4 m hoch
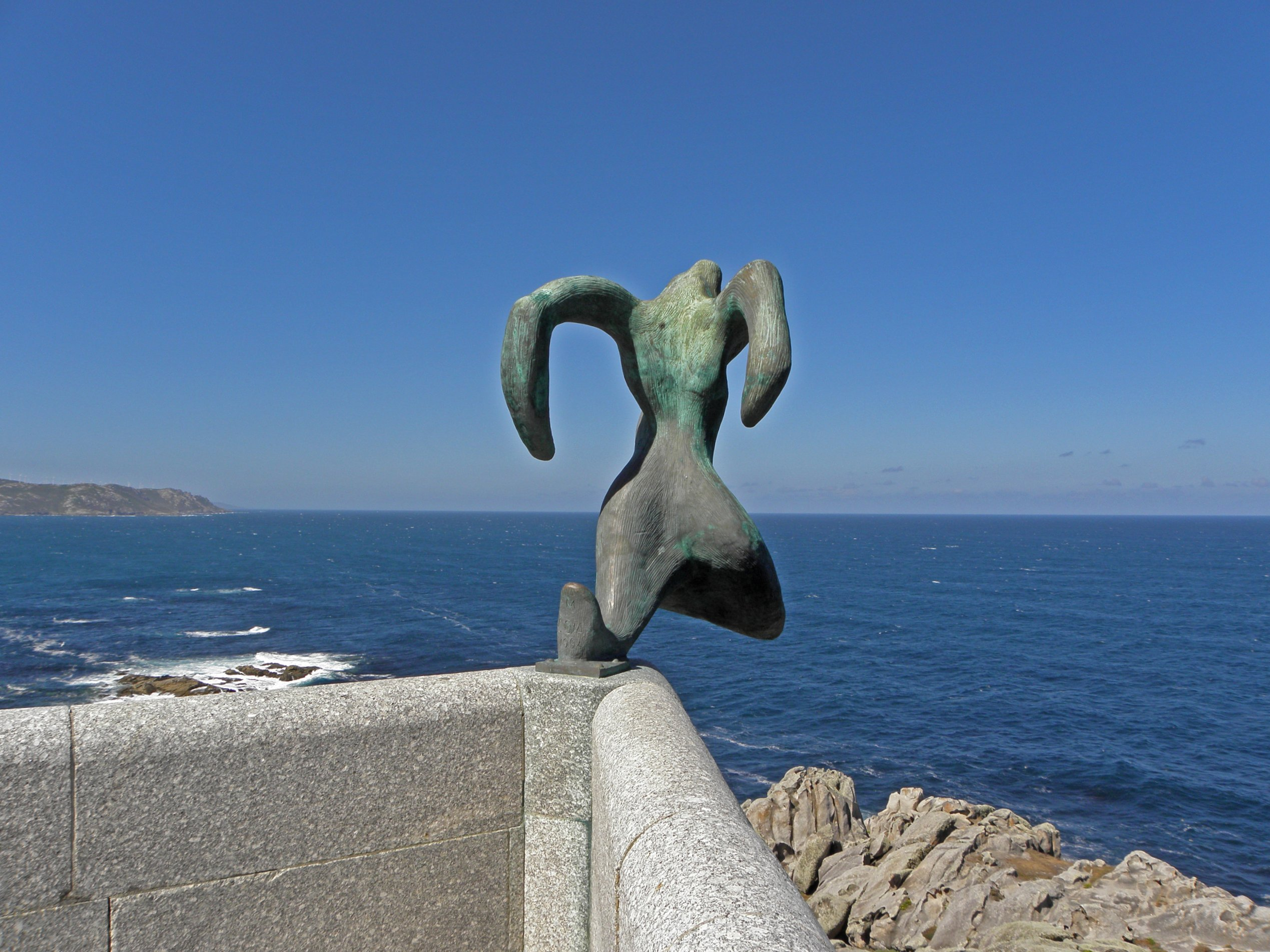
Atlante